# Jagonews24.com
Jagonews24.com est un portail d'information en ligne en langue bengalie au Bangladesh. Lancé le 10 mai 2014, le portail appartient à AKC Private Limited. En juillet 2021, Alexa a classé le site web à la place 1 603 des sites dans le monde et 8e au Bangladesh, ce qui en fait le 4e site web d'information du Bangladesh.

## Histoire
Jagonews24.com a été officiellement lancé le 10 mai 2014 avec le slogan Home of online objective news. Mohiuddin Sarker en est le rédacteur en chef par intérim. Le portail a commencé la publication de l'édition imprimée de l'Aïd en 2015. La même année, elle a lancé une campagne en ligne pour faire reconnaître le bengali comme l'une des langues officielles de l'ONU.